# Rafael Chirbes
Rafael Chirbes, né le 27 juin 1949 à Tavernes de la Valldigna et mort le 15 août 2015, est un écrivain et critique littéraire espagnol.

## Biographie
Rafael Chirbes naît en 1949 à Tavernes de la Valldigna (Valence).
Quand son père meurt alors qu'il n'a que quatre ans, sa mère le place dans un orphelinat ne pouvant s'occuper de lui. Il en change plusieurs fois, et c'est dans ces établissements qu'il commence à écrire.
En 1969, Chirbes quitte l'Espagne franquiste pour Paris, dont la mouvance et la liberté intellectuelle l'attirent. Il y reste un an.
Après être rentré au pays et avoir entrepris des études d'histoire, il part à nouveau pour la France puis le Maroc. Tout en produisant plusieurs romans, il occupe les professions de libraire, professeur, secrétaire de rédaction dans la presse du cœur, critique gastronomique et littéraire.
Rafael Chirbes meurt le 15 août 2015 d'un cancer du poumon fulgurant,.

## Œuvre
Rafael Chirbes critique la transition démocratique espagnole pour ce qu'elle a sacrifié le rêve politique démocratique à ce qu'il appelait « la grande occasion mercantile ». Il aborde beaucoup l'Histoire, l'économie, la sexualité, l'amour, la décadence de la mémoire et des valeurs humaines.

### Œuvres traduites en français
- Tableau de chasse [« Los disparos del cazador »], trad. de Denise Laroutis, Paris, Éditions Payot & Rivages, coll. « littérature étrangère », 1998, 134 p.  (ISBN 2-7436-0369-0)[3]
- La Belle Écriture [« La buena letra »], trad. de Denise Laroutis, Paris, Éditions Payot & Rivages, coll. « littérature étrangère », 2000, 157 p.  (ISBN 2-7436-0680-0)[4],[5]
- La Longue Marche [« La larga marcha »], trad. de Denise Laroutis, Paris, Éditions Payot & Rivages, coll. « littérature étrangère », 2001, 374 p.  (ISBN 2-7436-0806-4)
- La Chute de Madrid [« La caída de Madrid »], trad. de Denise Laroutis, Paris, Éditions Payot & Rivages, coll. « littérature étrangère », 2003, 291 p.  (ISBN 2-7436-1069-7)
- Mimoun [« Mimoun »], trad. de Denise Laroutis, Paris, Éditions Payot & Rivages, coll. « littérature étrangère », 2003, 144 p.  (ISBN 2-7436-1068-9)
- Les Vieux Amis [« Los viejos amigos »], trad. de Denise Laroutis, Paris, Éditions Payot & Rivages, coll. « littérature étrangère », 2006, 201 p.  (ISBN 2-7436-1488-9)
- Crémation [« Crematorio »], trad. de Denise Laroutis, Paris, Éditions Payot & Rivages, coll. « littérature étrangère », 2009, 439 p.  (ISBN 978-2-7436-1894-0)[6],[7]

- Prix de la critique de littérature narrative espagnole
- La Stratégie du boomerang [« La estrategia del boomerang »], trad. de Denise Laroutis, Paris, Alma éditeur, 2001, 67 p.  (ISBN 978-2-36279-002-7)
- Sur le rivage [« En la orilla »], trad. de Denise Laroutis, Paris, Éditions Rivages, coll. « littérature étrangère », 2015, 509 p.  (ISBN 978-2-7436-2948-9)[8]
  - Prix de la Critique de narration espagnole
  - Prix national de littérature narrative[9]
- Paris-Austerlitz ["Paris-Austerlitz"], trad. de Denise Laroutis, Paris, Éditions Rivages, coll. "littérature étrangère", 2017, 124 p.  (ISBN 978-2-7436-41214)